# 法学者一覧
法学者一覧（ほうがくしゃいちらん）は、著名な法学者の一覧である。日本人の法学者については日本の法学者一覧を参照。

## ローマ法・私法・国際法
- ガーイウス（Gaius、2世紀）
- アエミリウス・パーピニアーヌス（Aemilius Papinianus、およそ150年-212年）
- ドミティウス・ウルピアーヌス（Domitius Ulpianus、-228年）
- ユーリウス・パウルス（Iulius Paulus、3世紀）
- モデスティーヌス（Modestinus、）
- トリボニアヌス（Tribonianus、? - 543/5）
- イルネリウス（Irnerius、1055年-1130年)
- アックルシウス（Accursius、1185年？－ 1263年）
- 四博士（quattor doctores）：ブルガールス・デ・ブルガリニス（Bulgarus de Bulgarinis）、マルティーヌス・ゴシア（Martinus Gosia）、ヤコブス（Jacobus）、フーゴ（Hugo）
- ヨハンネス・バッシアーヌス（Johannes Bassianus）
- アーゾ・ポルティウス（Azo Portius）
- ロンバルド・ヴァカリウス（Lombard Vacarius、1120年?-1200年?）
- バルトルス・デー・サクソフェッラートー（Bartolus de Saxoferrato、1313/14-1357）
- バルドゥス・デー・ウバルディス（Baldus de Ubaldis、1327年-1400年）
- シャルル・デュムラン（Charles Dumoulin (Molinaeus), 1500年-1566年）
- ベルトラン・ダルジャントレ（Bertrand d'Argentré (Argentreus)、1519年-1590年）
- フーゴー・グローティウス（Hugo Grotius、1583年-1645年）
- パウル・フート（Paul Voet、1619年-1667年）
- ウルリッヒ・フーベル（Ulrich Huber、1636年-1694年）
- ヨハネス・フート（Johannes Voet、1647年-1714年）
- アントン・フリードリヒ・ユストゥス・ティボー（Anton Friedrich Justus Thibaut, 1772年 - 1840年）
- フリードリヒ・カール・フォン・サヴィニー（Friedrich Carl von Savigny、1779年-1861年）
- ゲオルク・フリードリヒ・プフタ（Georg Friedrich Puchta、1798年-1846年）
- ゲオルク・ベーセラー（Georg Beseler、1809年-1888年）
- ベルンハルト・ヴィントシャイト（Bernhard Windscheid、1817年-1892年）
- パスクヮーレ・スタニスラオ・マンチニ（Pasquale Stanislao Mancini、1817年-1888年）
- ルドルフ・フォン・イェーリング（Rudolf von Jhering、1818年-1892年）
- ギュスターヴ・エミール・ボアソナード（Gustave Emile Boissonade de Fontarabie、1825年-1910年）
- ハインリヒ・デルンブルヒ（Heinrich Dernburg、1829年-1907年）
- カール・ヒルティ(Carl Hilty,1833年-1909年)
- ルドルフ・ゾーム（Rudolph Sohm、1841年-1917年）
- オットー・フォン・ギールケ（Otto von Gierke、1841年-1921年）
- ヨーゼフ・コーラー（Joseph Kohler、1849年-1919年）
- フィリップ・ジェイムズ・ハミルトン・グリァスン（Philip James Hamilton Grierson、1851年-1927年）
- フランソワ・ジェニー（François Gény、1861年 - 1959年）
- カール・ラーレンツ（Karl Larenz、1903年-1993年）
- カール・ハインツ・シュヴァープ（Karl-Heinz Schwab、1920年-）
- オッコー・ベーレンツ（Okko Behrends、1939年 - ）

## 教会法
- ヨハンネス・グラティアヌス（Johannes Gratianus、12世紀）
- パヴェウ・ヴウォトコヴィツ（Paweł Włodkowic、1370年頃 – 1435年）

## 公法
- ヨハン・ヤーコプ・モーザー（Johann Jakob Moser、1701年-1783年）
- ヨハン・シュテファン・ピュッター（Johann Stephan Pütter、1725年-1807年）
- カール・ザロモー・ツァハーリエ（Karl Salomo Zachariä、1769年-1843年）
- カール・ハインリッヒ・ルートヴィヒ・ペリッツ（Karl Heinrich Ludwig Pölitz、1772年-1838年）
- ヨハン・クリストフ・フライヘル・フォン・アレティン（Johann Christoph Freiherr von Aretin、1773年-1824年）
- カール・エルンスト・シュミット（Karl Ernst Schmid、1774年-1852年）
- カール・フォン・ロテック（Karl von Rotteck、1775年-1840年）
- ヴィルヘルム・ヨーゼフ・ベール（Wilhelm Josef Behr、1775年-1851年）
- フリードリヒ・ムルハルト（Friedrich Murhard、1779年-1853年）
- ジルヴェスター・ヨルダン（Sylvester Jordan、1792年-1861年）
- ロベルト・モール（Robert Mohl、1799年-1875年）
- フリードリヒ・ユリウス・シュタール（Friedrich Julius Stahl、1802年-1862年）
- ヨハン・カスパル・ブルンチュリ（Johann Caspar Bluntschli、1808年-1881年）
- ロレンツ・フォン・シュタイン（Lorenz von Stein、1815年-1890年）
- ヨーゼフ・フォン・ヘルト（Joseph von Held、1815年-1890年）
- フリードリヒ・フランツ・フォン・マイヤー（Friedrich Franz von Mayer、1816年-1870年）
- ルドルフ・フォン・グナイスト（Rudolf von Gneist、1816年-1895年）
- アイザック・アルバート・モッセ（Isaac Albert Mosse, 1846年 - 1925年）
- カール・フリードリヒ・フォン・ゲルバー（Carl Friedrich von Gerber、1823年-1891年）
- オットー・フォン・ザルヴァイ（Otto von Sarwey、1825年-1900年）
- ルートヴィヒ・ヨーゼフ・ゲルスナー（Ludwig Joseph Gerstner、1830年-1883年）
- エルンスト・フォン・マイヤー（Ernst von Meier、1832年-1911年）
- アルベルト・ヘーネル（Albert Hänel、1833年-1918年）
- ヘルマン・レースラー（ロエスレル、Hermann Roesler、1834年-1894年）
- パウル・ラーバント（Paul Laband、1838年-1918年）
- カール・フライヘル・フォン・シュテンゲル（Karl Freiherr von Stengel、1840年-1930年）
- ゲオルク・マイヤー（Georg Meyer、1841年-1900年）
- エドガル・レーニング（Edgar Loening、1843年-1919年）
- マックス・フォン・ザイデル（Max von Seydel、1846年-1901年）
- オットー・マイヤー（Otto Mayer、1846年-1926年）
- ゲオルク・イェリネック（Georg Jellinek、1851年-1911年）
- エドムント・ベルナチック（Edmund Bernatzik、1854年-1919年）
- モーリス・オーリウ（Maurice Hauriou、1856年-1929年）
- レオン・デュギー（Léon Duguit、1859年-1928年）
- フーゴー・プロイス（Hugo Preuß、1860年-1925年）
- レモン・カレ・ドゥ・マルベール（Raymond Carré de Malberg、1861年-1935年）
- カール・ザルトーリウス（Carl Sartorius、1865年-1945年）
- ゲアハルト・アンシュッツ（Gerhard Anschütz、1867年1月10日-1948年4月14日）
- フリッツ・フライナー（Fritz Fleiner、1867年-1937年）
- ハインリッヒ・トリーペル（Heinrich Triepel、1868年-1946年）
- リヒャルト・トーマ（Richard Thoma、1874年-1954年）
- サンティ・ロマーノ（Santi Romano、1875年-1947年）
- ユリウス・ハチェック（Julius Hatschek、1876年-1926年）
- ハンス・ナヴィアスキー（Hans Nawiasky、1880年-1961年）
- エーリッヒ・カウフマン（Erich Kaufmann、1880年-1972年）
- ハンス・ケルゼン（Hans Kelsen、1881年-1973年）
- ルドルフ・スメント（Rudolf Smend、1882年-1975年）
- オットー・ケルロイター（Otto Koellreutter、1883年-1972年）
- オットマール・ビューラー（Ottmar Bühler、1884年-1965年）
- ヴァルター・イェリネック（Walter Jellinek、1885年-1955年）
- カール・シュミット（Carl Schmitt、1888年-1985年）
- ヘルマン・ヘラー（Hermann Heller、1891年-1933年）
- カール・レーヴェンシュタイン（Karl Loewenstein、1891年-1973年）
- ギュンター・ホルシュタイン（Günther Holstein、1892年-1931年）
- ゲアハルト・ライプホルツ（Gerhard Leibholz、1901年-1982年）
- テオドール・マウンツ（Theodor Maunz、1901年-1993年）
- エルンスト・フォルストホフ（Ernst Forsthoff、1902年-1974年）
- ウルリッヒ・ショイナー（Ulrich Scheuner、1903年-1981年）
- エルンスト・ルドルフ・フーバー（Ernst Rudolf Huber、1903年-1990年）
- ヴェルナー・ヴェーバー（Werner Weber、1904年-1976年）
- コンラート・ヘッセ（Konrad Hesse、1919年-2005年）
- ピーター・スタイン（Peter G. Stein、1926年 -）
- ホルスト・エームケ（Horst Ehmke、1927年-）
- エルンスト＝ヴォルフガング・ベッケンフェルデ（Ernst-Wolfgang Böckenförde、1930年-）
- ローマン・ヘルツォーク（Roman Herzog、1934年-）
- ハルトムート・マウラー（Hartmut Maurer）
- ディーター・グリム（Dieter Grimm、1937年-）
- ヨーゼフ・イーゼンゼー（Josef Isensee、1937年-）
- ニール・マコーミック（Neil MacCormick、1941年 - 2009年）
- ミヒャエル・シュトライス（Michael Stolleis、1941年-）
- パウル・キルヒホーフ（Paul Kirchhof、1943年-）
- ベルンハルト・シュリンク（Bernhard Schlink、1944年-）

## 刑事法
- カルプツォフ（Benedict Carpzov (1595年-1666年)
- チェーザレ・ベッカリーア（Cesare Bonesane Beccaria、1738年-1794年）
- アンゼルム・フォイエルバッハ（Paul Johann Anselm von Feuerbach、1775年-1833年
- フランツ・フォン・リスト（Frantz von Liszt 1851年-1919年）
- エーベルハルト・シュミット（Eberhard Schmidt、1891年-1977年）
- カール・エンギッシュ（Karl Engisch、1899年-1990年）
- ハンス・ヴェルツェル（Hans Welzel、1904年-1977年）
- フリチョフ・ハフト（Fritjof Haft、1940年-）
- クラウス・ロクシン (Claus Roxin、ドイツ)
- ウェイン・ラファーヴ (Wayne LaFave、アメリカ)

## 法思想家・法哲学者など
- プラトン（紀元前427年-紀元前347年）
- アリストテレス（紀元前384年-紀元前322年）
- マルクス・トゥリウス・キケロー（Marcus Tullius Cicero、紀元前106年-紀元前43年）
- トマス・アクィナス（1225年-1274年）
- ジャン・ボダン（Jean Bodin、1529年または1530年-1596年）
- トマス・ホッブズ（Thomas Hobbes、1588年-1679年）
- ザミュエル・フォン・プーフェンドルフ（Samuel von Pufendorf、1632年-1694年）
- バールーフ・デ・スピノザ（Baruch de Spinoza、1632年-1677年）
- ジョン・ロック（John Locke、1632年-1704年）
- ゴットフリート・ライプニッツ（Gottfried Wilhelm Leibniz、1646年-1716年）
- シャルル・ド・モンテスキュー（Charles de Montesquieu、1689年-1755年）
- ジャン＝ジャック・ルソー（Jean-Jacques Rousseau、1712年-1778年）
- イマヌエル・カント（Immanuel Kant、1724年-1804年）
- ゲオルク・ヴィルヘルム・フリードリヒ・ヘーゲル（Georg Wilhelm Friedrich Hegel、1770年-1831年）
- レイモン・サレイユ（Raymond Saleilles、1855年-1912年）
- ルドルフ・シュタムラー（Rudolf Stammler、1856年-1938年）
- オイゲン・エールリッヒ（Eugen Ehrlich、1862年-1922年）
- マックス・ヴェーバー（Max Weber、1864年-1920年）
- アクセル・ヘーガーシュトレーム（Axel Hägerström、1868年-1939年）
- ロスコー・パウンド（Roscoe Pound、1870年-1964年）
- ヘルマン・カントロヴィッチ（Hermann Kantorowicz、1877年-1940年）
- グスタフ・ラートブルフ（Gustav Radbruch、1878年-1949年）
- ジェローム・フランク（Jerome New Frank、1889年–1957年）
- ジャン・ダバン（Jean Daban、1889年-1971年)
- テオドール・ガイガー（Theodor Julius Geiger、1891年-1952年）
- カール・ルウェリン（Karl Nicerson LLwellyn、1893年-1962年）
- カール・オリヴェクローナ（Karl Olivecrona、1897年-1980年）
- アルフ・ロス（Alf Ross、1899年-1979年）
- ロン・フラー（Lon Fuller、1902年-1978年）
- ジュリアス・ストーン（Julius Stone、1907年-1985年）
- テオドール・フィーヴェク（Theodor Viehweg、1907年-1988年）
- カイム・ペレルマン（Chaïm Perelman、1912年-1984年）
- トルシュタイン・エックホフ（Torstein Eckhoff、1916年-1993年）
- ニクラス・ルーマン（Niklas Luhmann、1927年-1998年）
- グイド・カラブレイジ（Guido Calabresi、1932年–

## 英米法
- ヘンリー・ブラクトン(Henry de Bracton)
- エドワード・コーク（Edward Coke、1552年-1634年）
- マシュー・ヘイル（Sir Matthew Hale、1609年-1676年）
- ウィリアム・ブラックストン（William Blackstone、1723年-1780年）
- アレクサンダー・ハミルトン（Alexander Hamilton、1755年-1804年）
- ジョン・マーシャル（John Marshall、1755年-1835年）
- ジョン・ユー（John Choon Yoo、1967年7月10日- ）
- ジェームス・ケント（James Kent、1763年-1847年）
- ジョセフ・ストーリ（Joseph Story、1779年-1845年）
- ダニエル・ウェブスター（Daniel Webster、1782年-1852年）
- ジェレミ・ベンサム（Jeremy Bentham、1748年-1832年）
- アルバート・ヴェン・ダイシー（Albert Venn Dicey、1835年-1922年）

## イスラーム法
- ハサン・バスリー（642年?-728年）
- ジャアファル・サーディク（699年?-765年）
- アブー＝ハニーファ（699年?-767年）
- マーリク・イブン＝アナス（708年?-795年）
- シャイバーニー（749年-805年）
- シャーフィイー（767年-820年）
- アフマド・イブン＝ハンバル（780年-855年）
- イブン・ハズム（994年-1064年）
- ガザーリー（1058年-1111年）
- ムハンマド・イブン＝アブドゥルワッハーブ（1703年-1791年）
- ルーホッラー・ホメイニー（1902年-1989年）

## ロシア法・ソビエト法
- コンスタンチン・カヴェーリン（Konstantin Dmitrievich Kavelin、1818年-1885年）
- マクシム・コヴァレフスキー（Maksim Maksimovich Kovalevsky、1851年-1916年）
- ニコライ・コルクーノフ（Nikolai Mihailovich Korkunov、1853年-1904年）
- ピョートル・ストゥチカ（Pyotr Ivanovich Stuchka、1865年-1932年）
- ミハイル・レイスネル（Mikhail Andreevich Reisner、1868年-1928年）
- セルゲイ・コトリャレフスキー（Sergey Andreevich Kotlyarevsky、1873年-1939年）
- ニコライ・アレクセイエフ（Nikolai Nikolaevich Alekseyev、1879年-1964年）
- ミハイル・イザーエフ（Mikhail mikhaylovich Isaev、1880年-1950年）
- アンドレイ・ヴィシンスキー（Andrey Januaryevich Vyshinsky、1883年-1954年）
- アレクサンドル・ゴイフバルク（Aleksandr Grigorevich Goyhbarg、1883年-1962年）
- エフゲニー・パシュカーニス（Evgeny Bronislavovich Pashukanis、1891年-1937年）